# Hotrec
A HOTREC (Hotels, Restaurants and Cafés in Europe) egy brüsszeli székhelyű nemzetközi szervezet amely a hoteleket, éttermeket és kávézókat húsz európai országban képviseli.
A szervezet célja, hogy elősegítse a tagok közötti együttműködést és képviselje az európai hotel, étterem és kávézó ipart, többek között az EU intézményeiben, a társadalmi partnerekkel folytatott kommunikációban, az európai turizmus egyéb ágazatival való közreműködésben és a nemzetközi turizmusban.
A HOTREC egyik alapvető célja, hogy a különböző weboldalakra érkező, szálláshelyeket értékelő vendégvélemények, tapasztalatok, kritikák az adott szálláshellyel kapcsolatban korrektek és lehetőleg igazak legyenek. Ennek érdekében a szervezet különböző technikai ajánlásokat tett a vendégvéleményekkel foglalkozó weboldalaknak. Az ajánlásokat a szállásminősítő oldalak üzemeltetői közül sokan elfogadták ugyan, de olyan szigorúnak vélik azokat, hogy folyamatos bevezetést tartanak megoldhatónak, illetve vannak általuk kifogásolt és nem megvalósíthatónak ítélt feltételek is. A Magyar Szállodaszövetség folyamatos konzultációkat tart annak érdekében, hogy a HOTREC által előírt szabályzókat minden kapcsolódó oldal igyekezzen betartani.

## Külső hivatkozások
- A HOTREC központi Weboldala
- Tripadvisor.com - Az egyik legnépszerűbb szállásértékelő oldal a világon.
- Szállásminősítő.hu - Magyarországi és Horvátországi Szállásértékelések, Hotel Kritikák, Hotel Reviews
- A Magyar Szállodaszövetség hivatalos oldala.